# Cyclocross-Weltmeisterschaften 2024
Die Cyclocross-Weltmeisterschaften 2024 wurden vom 2. bis 4. Februar in Tábor im gleichnamigen Okres im böhmischen Teil Tschechiens ausgetragen. Es handelte sich um den Parcours, auf dem sonst jedes Jahr das Weltcuprennen Cyklokros Tábor stattfindet; er diente nach 2001, 2010 und 2015 bereits zum vierten Mal als WM-Stätte. 
Insgesamt wurden, wie auch 2023, sechs Rennen in den Kategorien Elite, Unter 23 und Junioren jeweils für Männer und Frauen ausgetragen. Dazu kam wie im Vorjahr eine Mixed-Staffel. Gemeldet waren 313 Athleten aus 26 Ländern.
Die Elite-Gewinner des Vorjahrs, Mathieu van der Poel und Fem van Empel, verteidigten ihre Titel mit Erfolg. Von den anderen Favoriten hatten sich Wout van Aert und Thomas Pidcock frühzeitig gegen eine Teilnahme entschieden, zugunsten der Vorbereitung auf die Straßensaison bzw. die Olympischen Spiele. Der dreimalige Ex-Weltmeister Zdeněk Štybar nimmt in Tábor vor Heimpublikum Abschied von seiner aktiven Karriere.

## Ergebnisse

### Mixed-Staffel
| Platz | Land           | Fahrer                                                | Fahrerinnen                                     | Zeit (h) |
| ----- | -------------- | ----------------------------------------------------- | ----------------------------------------------- | -------- |
| 1     | Frankreich     | Rémi Lelandais Martin Groslambert Aubin Sparfel       | Hélène Clauzel Lauriane Duraffourg Célia Gery   | 1:02:23  |
| 2     | Großbritannien | Cameron Mason Corran Carrick-Anderson Oscar Amey      | Anna Kay Zoe Bäckstedt Cat Ferguson             | gl. Zeit |
| 3     | Belgien        | Michael Vanthourenhout Ward Huybs Arthur Van Den Boer | Sanne Cant Julie Brouwers Shanyl De Schoesitter | + 0:32   |
| …     |                |                                                       |                                                 |          |
| 10    | Österreich     | Philipp Heigl Adrian Stieger Valentin Hofer           | Nadja Heigl Nora Fischer Sophia Knaubert        | + 7:56   |

Zeitpunkt: 2. Februar 2024, 12:30 Uhr MEZ
Es nahmen 10 Mannschaften teil, allerdings ohne Titelverteidiger Niederlande, dessen Fahrer nicht interessiert waren. Das Preisgeld der Sieger betrug 15,000 €, dreimal mehr als in den Einzelwettbewerben der Elite.
Großbritannien begann als einzige Mannschaft mit einer Frau: Zoe Bäckstedt beendete die Runde zwar als Zehnte, legte aber mit der schnellsten Zeit aller Frauen eine gute Grundlage für ihre Mannschaft, die in der vierten Runde die Führung übernahm und sie in der fünften Runde wieder an Frankreich verlor. Der französische Junior Aubin Sparfel ging wenige Sekunden vor dem britischen Elite-Fahrer Cameron Mason in die letzte Runde und konnte seinen knappen Vorsprung bis über die Ziellinie verteidigen.
Einzige Mannschaft aus dem deutschsprachigen Raum war Österreich.

### Juniorinnen
| Platz | Name                    | Zeit    |
| ----- | ----------------------- | ------- |
| 1     | Célia Gery              | 37:01   |
| 2     | Cat Ferguson            | + 0:05  |
| 3     | Viktória Chladoňová     | + 0:14  |
| 4     | Puck Langenbarg         | + 1:04  |
| 5     | Kateřina Douderová      | + 1:12  |
| 6     | Vida Lopez de San Roman | + 1:54  |
| 7     | Mae Cabaca              | + 1:55  |
| 8     | Imogen Wolff            | + 2:03  |
| 9     | Amálie Gottwaldová      | + 2:06  |
| 10    | Anaïs Moulin            | + 2:30  |
| …     |                         |         |
| 48    | Kaija Budde             | + 6:40  |
| 52    | Sophia Knaubert         | + 9:41  |
| 53    | Nicole Sommer           | + 10:27 |

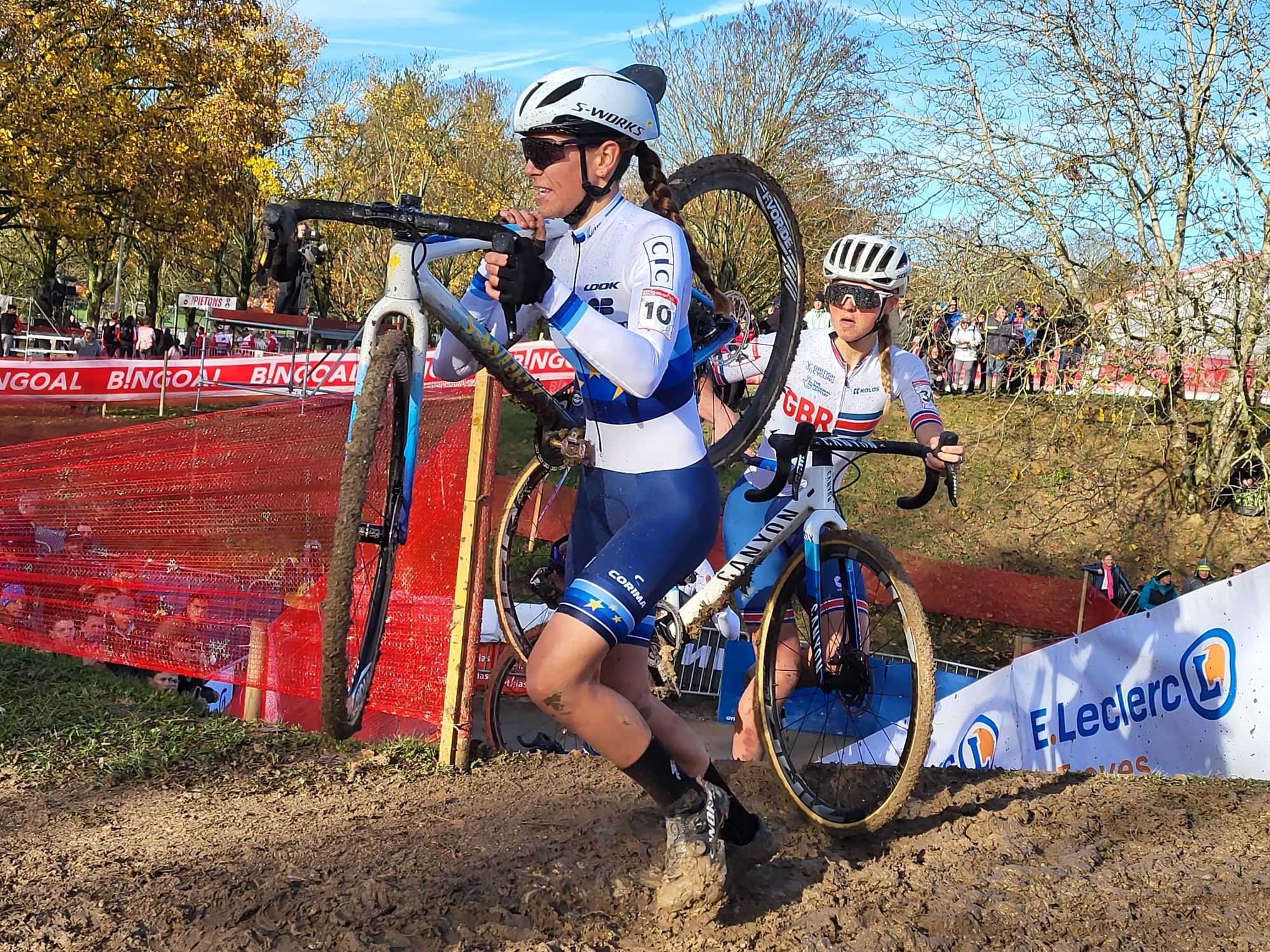
Célia Gery, hier beim Weltcup-Rennen in Troyes elf Wochen zuvor, siegte vor Cat Ferguson (hinten im Bild).

Zeitpunkt: 3. Februar 2024, 11:00 Uhr MEZ
Es gingen 53 Fahrerinnen aus 20 Nationen an den Start. Die drei Ersten des Weltcups, Gery, Ferguson und Chladoňová, ließen den Rest des Felds schnell hinter sich und blieben bis spät in die letzte der drei Runden zusammen. Auf dem letzten Anstieg fiel die Entscheidung, Gery konnte sich einen kleinen Vorsprung erkämpfen und gewann nach den Europameisterschaften im November nun auch bei der WM.

### Männer U23
| Platz | Name                | Zeit     |
| ----- | ------------------- | -------- |
| 1     | Tibor Del Grosso    | 52:02    |
| 2     | Emiel Verstrynge    | + 0:27   |
| 3     | Jente Michels       | gl. Zeit |
| 4     | Léo Bisiaux         | + 1:13   |
| 5     | Rémi Lelandais      | + 1:28   |
| 6     | Ian Ackert          | + 1:39   |
| 7     | Victor Van De Putte | + 1:40   |
| 8     | Yordi Corsus        | + 1:43   |
| 9     | Martin Groslambert  | + 1:46   |
| 10    | Arne Baers          | + 2:18   |
| …     |                     |          |
| 12    | Finn Treudler       | + 3:03   |
| 13    | Lars Sommer         | + 3:06   |
| 19    | Fabian Eder         | + 3:45   |
| 26    | Silas Kuschla       | + 4:55   |
| 31    | Jonas Köpsel        | + 5:39   |
| 41    | Matteo Oppizzi      | + 7:00   |
| 47    | Silas Köch          | + 8:25   |
| 49    | Hannes Degenkolb    | + 9:17   |
| 55    | Adrian Stieger      | LAP      |

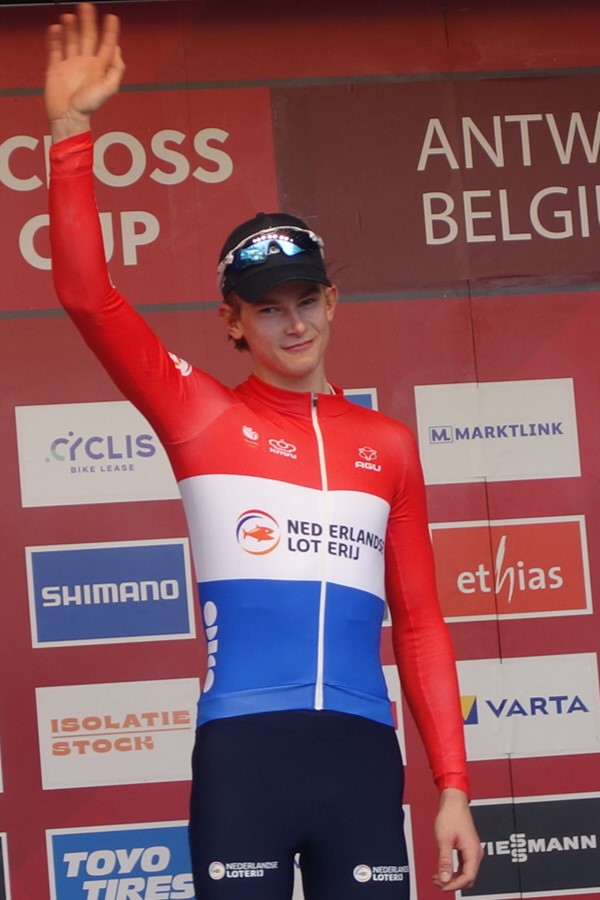
Tibor Del Grosso, hier auf dem Weltcup-Podium in Antwerpen, gewann klar das U23-Rennen.

Zeitpunkt: 3. Februar 2024, 12:30 Uhr MEZ
Es gingen 57 Fahrer aus 21 Nationen an den Start. Auch hier war das Podium mit dem des Weltcups identisch: In der zweiten von fünf Runden öffnete Del Grosso eine Lücke zwischen sich und seinen Kontrahenten; am Ende der Runde war nur noch Verstrynge in Schlagweite. Er fiel jedoch nach und nach zurück und wurde von U23-Europameister Michels eingeholt. Während Del Grosso überlegen gewann, lieferten sich Verstrynge und Michels einen Sprint um die übrigen Podiumsplätze. Hinter diesen drei fuhr der Junioren-Weltmeister des Vorjahrs, Léo Bisiaux, ein einsames Rennen auf dem vierten Platz.

### Frauen Elite
| Platz | Name                       | Zeit    |
| ----- | -------------------------- | ------- |
| 1     | Fem van Empel              | 46:19   |
| 2     | Lucinda Brand              | + 1:20  |
| 3     | Puck Pieterse              | + 1:54  |
| 4     | Ceylin del Carmen Alvarado | + 2:37  |
| 5     | Laura Verdonschot          | + 2:52  |
| 6     | Sara Casasola              | + 2:59  |
| 7     | Annemarie Worst            | + 3:40  |
| 8     | Clara Honsinger            | + 3:45  |
| 9     | Inge van der Heijden       | + 3:49  |
| 10    | Maghalie Rochette          | + 3:52  |
| …     |                            |         |
| 21    | Elisabeth Brandau          | + 6:46  |
| 23    | Judith Krahl               | + 7:45  |
| 27    | Nadja Heigl                | + 11:06 |

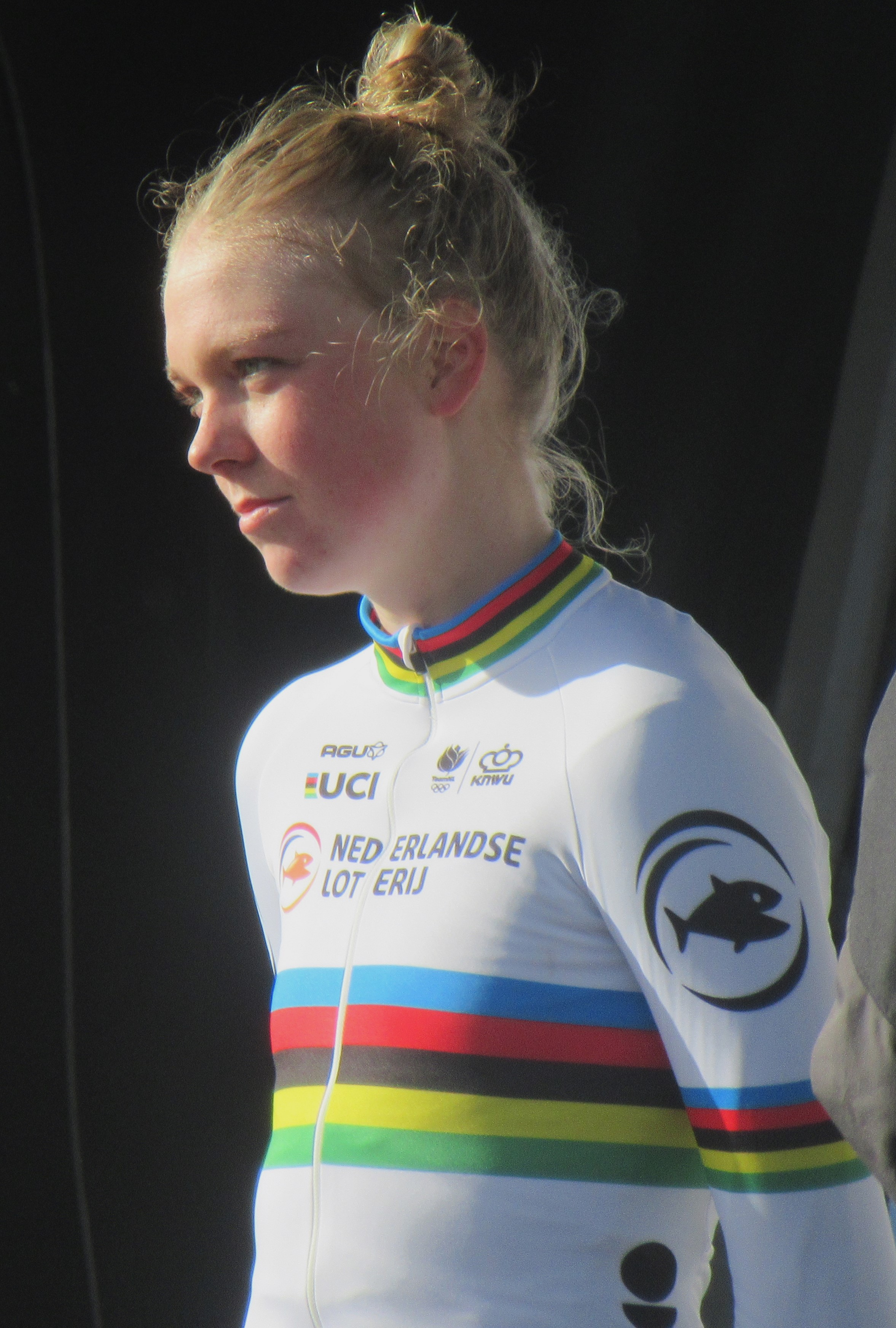
Fem van Empel gewann ihr zweites Regenbogentrikot.

Zeitpunkt: 3. Februar 2024, 14:30 Uhr MEZ
Es gingen 33 Fahrerinnen aus 13 Nationen an den Start des Rennens über vier Runden. Auf dem schweren Geläuf zog sich das Feld schnell auseinander. Titelverteidigerin Fem van Empel erzielte in der ersten Runden einen Vorsprung von 16 Sekunden und baute diesen bis zum Ziel kontinuierlich aus. Im Kampf um den zweiten Platz distanzierte Lucinda Brand in der vorletzten Runde Puck Pieterse. Weltcupsiegerin Ceylin del Carmen Alvarado kam auf den vierten Platz.

### Junioren
| Platz | Name                | Zeit   |
| ----- | ------------------- | ------ |
| 1     | Stefano Viezzi      | 42:01  |
| 2     | Keije Solen         | + 0:09 |
| 3     | Kryštof Bažant      | + 0:31 |
| 4     | Aubin Sparfel       | + 0:48 |
| 5     | Albert Philipsen    | + 1:02 |
| 6     | Théophile Vassal    | + 1:17 |
| 7     | Michiel Mouris      | + 1:25 |
| 8     | Jules Simon         | + 1:35 |
| 9     | Senna Remijn        | + 1:43 |
| 10    | Louis Tanguy        | + 1:47 |
| 11    | Nicolas Halter      | + 1:48 |
| …     |                     |        |
| 16    | Max Heiner Oertzen  | + 2:59 |
| 22    | Benedikt Benz       | + 3:47 |
| 24    | Valentin Hofer      | + 4:06 |
| 33    | Lenny Hochstrasser  | + 5:28 |
| 37    | Rick Meylender      | + 5:47 |
| 39    | Pepe Albrecht       | + 5:53 |
| 43    | Yannis Lang         | + 6:16 |
| 50    | Anton Kochanowski   | + 6:54 |
| 58    | Jonah Flammang-Lies | + 7:40 |
| 66    | Lucas Kraus         | LAP    |

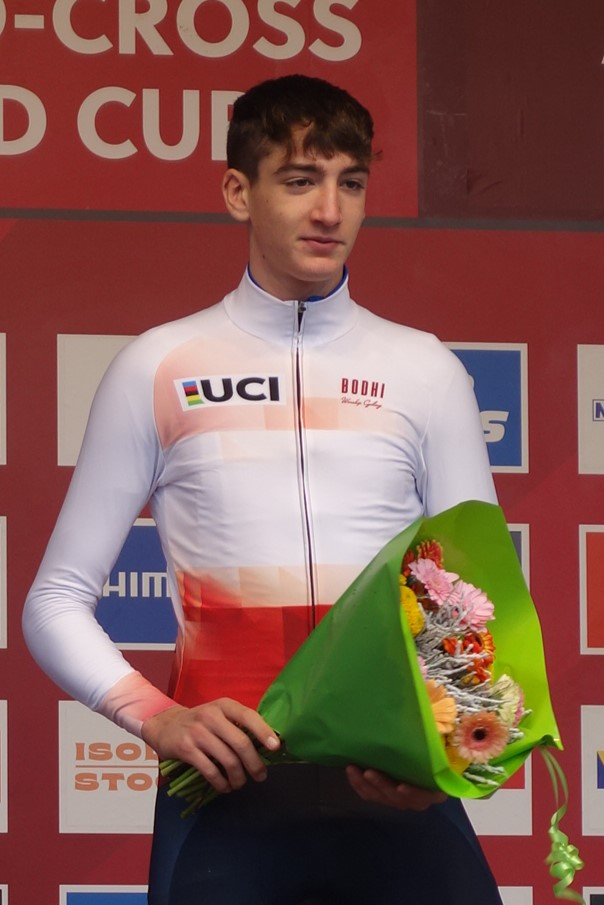
Stefano Viezzi gewann bei den Junioren nach dem Weltcup auch die WM.

Zeitpunkt: 4. Februar 2024, 11:00 Uhr MEZ
Am Start waren 74 Fahrer aus 21 Nationen. Sparfel und Viezzi, die den Weltcup dominiert hatten, taten dies auch bei diesem Rennen und lieferten sich ein enges Duell, bis Sparfel am Ende der dritten von vier Runden durch einen Defekt alle Chancen einbüßte. Viezzi siegte vor Solen, Bažant gewann vor Heimpublikum die Bronzemedaille.

### Frauen U23
| Platz | Name                | Zeit   |
| ----- | ------------------- | ------ |
| 1     | Zoe Bäckstedt       | 48:24  |
| 2     | Kristýna Zemanová   | + 0:44 |
| 3     | Leonie Bentveld     | + 0:55 |
| 4     | Isabella Holmgren   | + 1:08 |
| 5     | Marie Schreiber     | + 1:42 |
| 6     | Xaydee Van Sinaey   | + 2:14 |
| 7     | Lauren Molengraaf   | + 2:26 |
| 8     | Lauriane Duraffourg | + 2:51 |
| 9     | Julie Brouwers      | + 3:03 |
| 10    | Fleur Moors         | + 3:05 |
| …     |                     |        |
| 19    | Liv Wenzel          | + 5:40 |
| 30    | Nora Fischer        | LAP    |

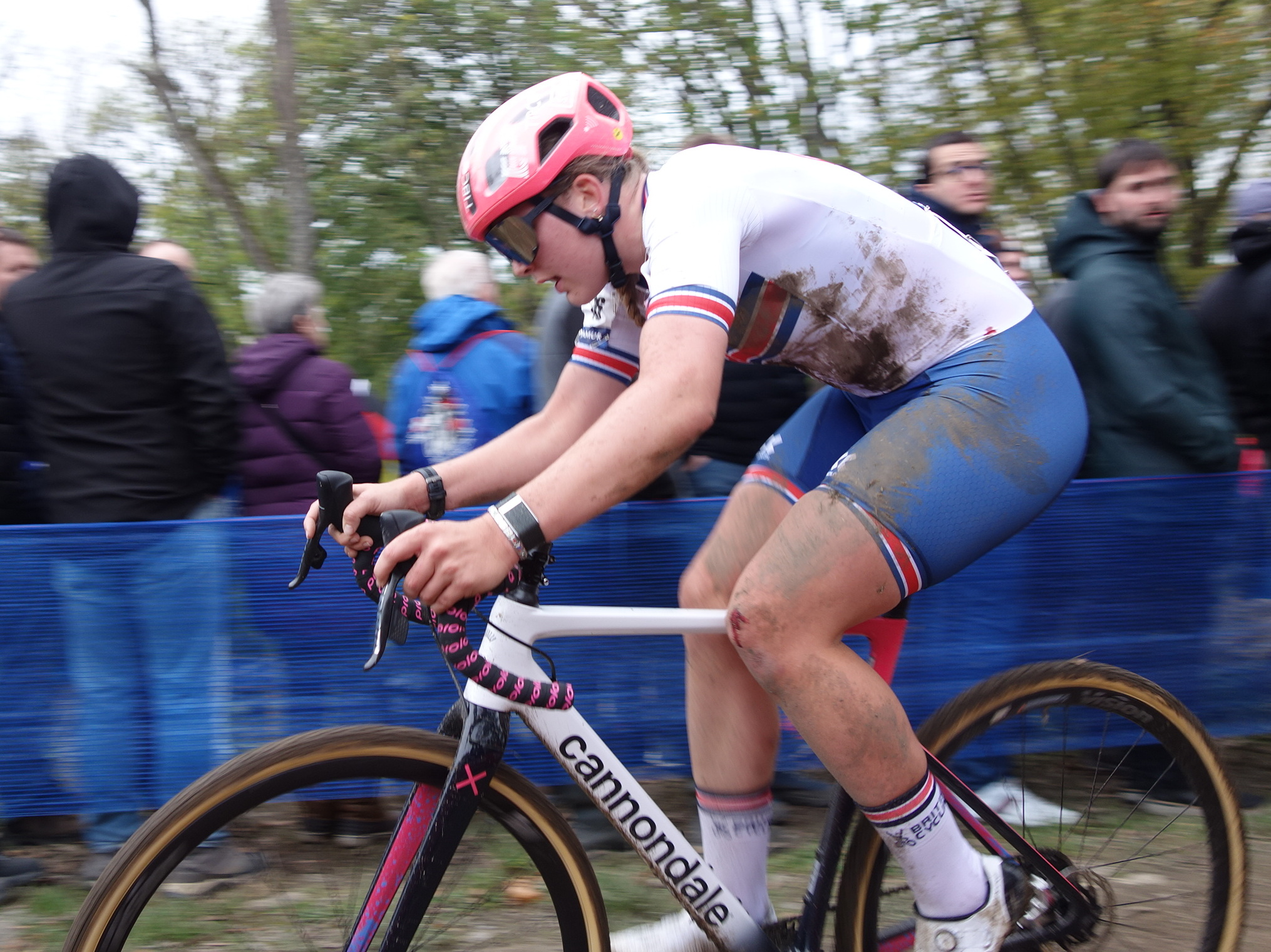
Zoe Bäckstedt, hier in Namur, ließ ihrem Sieg bei den Juniorinnen 2022 den U23-Titel folgen.

Zeitpunkt: 4. Februar 2024, 12:30 Uhr MEZ
Es gingen 31 Fahrerinnen aus 13 Nationen an den Start des Rennens, das wie in der Elite über vier Runden ging. Europameisterin Bäckstedt ließ schon in der ersten Runde keinen Zweifel über ihren Sieg aufkommen. Hinter ihr lieferten sich Zemanová und Bentveld einen Kampf um den zweiten Platz, den Zemanová in der letzten Runde für sich entschied. Schreiber versuchte lange Zeit, zu den beiden aufzuschließen, fiel aber zurück und belegte schlussendlich wie im Vorjahr den fünften Platz hinter Panamerikameisterin Holmgren.

### Männer Elite
| Platz | Name                   | Zeit   |
| ----- | ---------------------- | ------ |
| 1     | Mathieu van der Poel   | 58:14  |
| 2     | Joris Nieuwenhuis      | + 0:37 |
| 3     | Michael Vanthourenhout | + 1:06 |
| 4     | Pim Ronhaar            | + 1:36 |
| 5     | Eli Iserbyt            | + 2:08 |
| 6     | Jens Adams             | + 2:21 |
| 7     | Michael Boroš          | + 2:29 |
| 8     | Witse Meeussen         | + 2:35 |
| 9     | Thibau Nys             | + 2:44 |
| 10    | Felipe Orts            | + 2:48 |
| …     |                        |        |
| 18    | Kevin Kuhn             | + 4:12 |
| 25    | Timon Rüegg            | + 5:52 |
| 28    | Loris Rouiller         | + 6:32 |
| 32    | Marcel Meisen          | + 7:44 |
| 35    | Jan Sommer             | + 8:11 |
| 36    | Gilles Mottiez         | + 8:50 |
| 40    | Lukas Herrmann         | LAP    |
| 45    | Philipp Heigl          | LAP    |

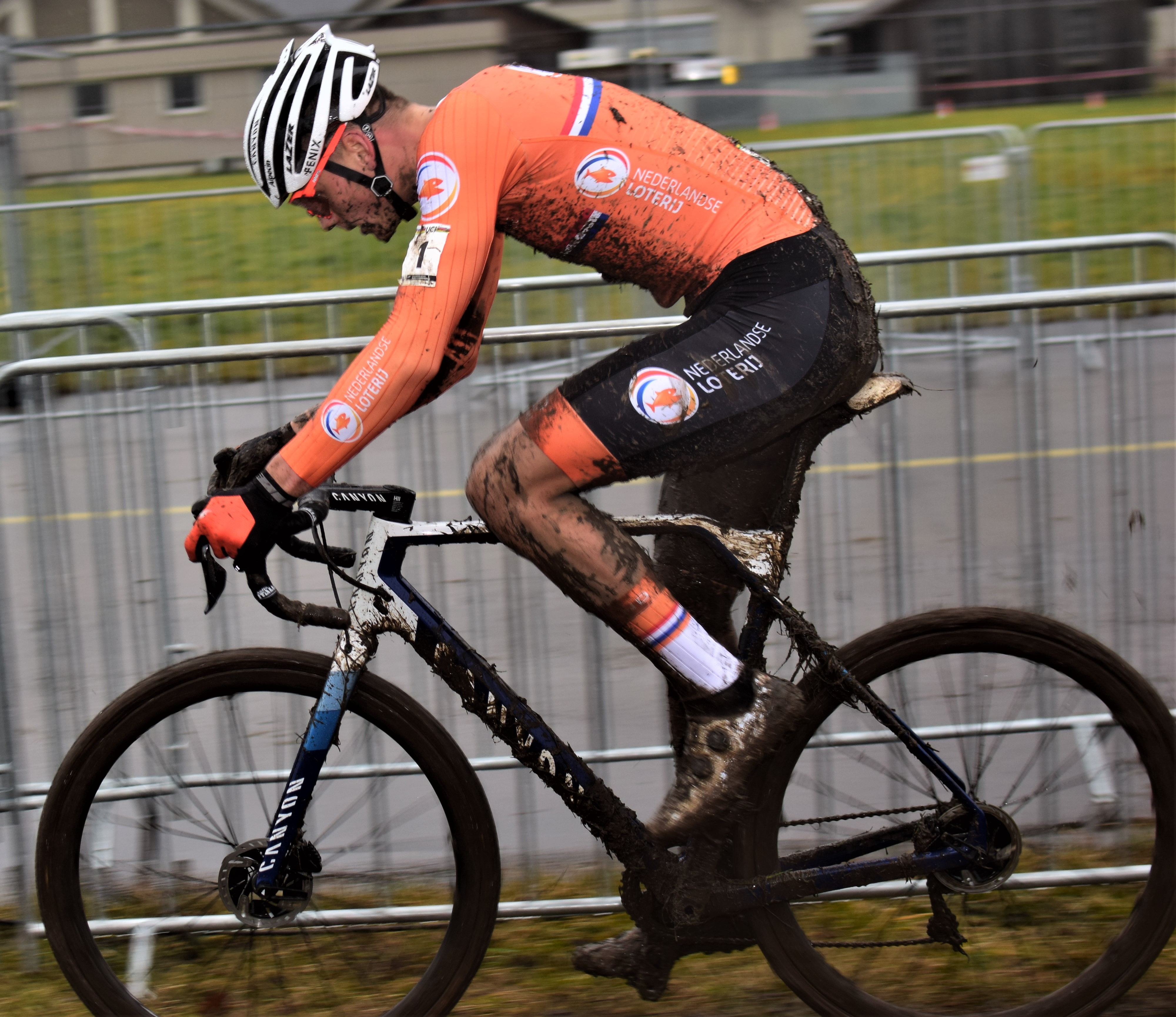
Mathieu van der Poel, hier bei der WM 2020, verteidigte souverän seinen WM-Titel.

Zeitpunkt: 4. Februar 2024, 14:30 Uhr MEZ
Es gingen 49 Fahrer aus 18 Nationen an den Start des Rennens über sechs Runden. Titelverteidiger und Topfavorit Mathieu van der Poel entledigte sich bereits zu Beginn aller Konkurrenten und fuhr ungefährdet seinen sechsten Titelgewinn ein. Einzig Joris Nieuwenhuis blieb längere Zeit in Sichtweite, war aber in der zweiten Rennhälfte eher damit beschäftigt, Michael Vanthourenhout auf Distanz zu halten, der zwischendurch bis auf zehn Sekunden an ihn herankam. Auch die Plätze vier und fünf waren klar verteilt, sie gingen an Pim Ronhaar und Weltcupsieger Eli Iserbyt.

## Medaillenspiegel
| Platz  | Land           | Gold | Silber | Bronze | Gesamt |
| ------ | -------------- | ---- | ------ | ------ | ------ |
| 1      | Niederlande    | 3    | 3      | 2      | 8      |
| 2      | Frankreich     | 2    | 0      | 0      | 2      |
| 3      | Großbritannien | 1    | 2      | 0      | 3      |
| 4      | Italien        | 1    | 0      | 0      | 1      |
| 5      | Belgien        | 0    | 1      | 3      | 4      |
| 6      | Tschechien     | 0    | 1      | 1      | 2      |
| 7      | Slowakei       | 0    | 0      | 1      | 1      |
| Gesamt | Gesamt         | 7    | 7      | 7      | 21     |

## Aufgebote
Die Aufgebote basieren auf den tatsächlichen Startaufstellungen, die gegenüber der Meldeliste noch einige Änderungen erfuhren.

### Bund Deutscher Radfahrer
- Männer: Marcel Meisen, Lukas Herrmann
- Frauen: Elisabeth Brandau, Judith Krahl
- Männer U23: Hannes Degenkolb, Fabian Eder, Silas Köch, Jonas Köpsel, Silas Kuschla
- Junioren: Pepe Albrecht, Benedikt Benz, Anton Kochanowski, Max Heiner Oertzen
- Juniorinnen: Kaija Budde

### Fédération du Sport Cycliste Luxembourgeois
- Frauen U23: Liv Wenzel, Marie Schreiber
- Junioren: Jonah Flammang-Lies, Yannis Lang, Rick Meylender

### Österreichischer Radsportverband
- Männer Elite: Philipp Heigl
- Frauen Elite: Nadja Heigl
- Männer U23: Adrian Stieger
- Frauen U23: Nora Fischer
- Junioren: Valentin Hofer, Lucas Kraus
- Juniorinnen: Sophia Knaubert, Nicole Sommer

### Swiss Cycling
Das Schweizer Aufgebot wurde am 19. Januar verkündet.
- Männer Elite: Kevin Kuhn, Gilles Mottiez, Loris Rouiller, Timon Rüegg, Jan Sommer
- Männer U23: Matteo Oppizzi, Lars Sommer, Finn Treudler
- Junioren: Nicolas Halter, Lenny Hochstrasser